# Bacia Bauru
A Bacia de Bauru é uma bacia sedimentar localizada na região centro-sul do Brasil, abrangendo principalmente os estados de São Paulo, Minas Gerais, Goiás, Mato Grosso do Sul e Paraná. A formação da bacia ocorreu durante o Cretáceo Superior, entre aproximadamente 90 e 65 milhões de anos atrás, com sedimentação desenvolvida sobre as rochas vulcânicas da Formação Serra Geral, que compõem o embasamento da bacia e fazem parte do Grupo São Bento, associado à Bacia do Paraná.
A bacia é constituída por uma espessa sucessão de depósitos continentais, majoritariamente arenosos, com intercalações de níveis argilosos, interpretados como resultantes de sistemas fluviais, ambientes desérticos e lagoas temporárias. As principais formações litoestratigráficas da Bacia de Bauru incluem a Formação Caiuá, Formação Santo Anastácio, Formação Adamantina, Formação Uberaba e Formação Marília, representando diferentes fases da sedimentação cretácea na região.

## Paleontologia
A Bacia de Bauru destaca-se por seu significativo acervo paleontológico, especialmente no que diz respeito a vertebrados do Cretáceo Superior. A região abriga fósseis de dinossauros, crocodilomorfos, quelônios e outros tetrápodes que habitavam o antigo Gondwana. Entre os principais fósseis encontrados destacam-se os terópodes como Baurusuchus, saurópodes como Uberabatitan, além de diversas espécies de notossauros e peixes fósseis.
Esses achados contribuem significativamente para o entendimento da diversidade faunística sul-americana durante o Cretáceo, e posicionam a Bacia de Bauru como uma das áreas mais importantes do Brasil em termos de patrimônio fossilífero.